# Blackjack
Blackjack ou vinte-e-um é um jogo praticado com cartas em casinos e que pode ser jogado com 1 a 8 baralhos de 52 cartas, em que o objetivo é ter mais pontos do que o adversário, mas sem ultrapassar os 21 (caso em que se perde). O dealer só pode pedir até um máximo de 5 cartas ou até chegar ao número 17.

## Objetivo
A mão mais elevada no blackjack é um Ás e uma carta de 10 pontos e é chamada justamente de blackjack. Um blackjack paga 3 para 2 da aposta ou 6 para 5 no caso do vegas strip. Se o jogador e o dealer (a banca ou casino) tiverem um blackjack a aposta é um empate. O jogador ganha se a sua mão tiver mais pontos que a do dealer, sem ir acima de 21. Assim uma mão de 21 pontos é a mais elevada e é por isso que o jogo é chamado às vezes de 21. Se o jogador ou o dealer forem acima de 21 perde automaticamente.

## História
O precursor do blackjack se chamava vinte e um, um jogo de origem desconhecida. A primeira referência escrita é encontrada em um livro do autor espanhol Miguel de Cervantes, mais famoso por escrever Don Quixote. Cervantes era um apostador, e os personagens principais de seu conto "Rinconete y Cortadillo", de Novelas Ejemplares, são alguns trapaceiros trabalhando em Sevilha. Eles são proficientes em trapacear em "veintiuna" (espanhol para vinte e um), e afirmam que o objetivo do jogo é atingir 21 pontos sem ultrapassar e que o ás vale 1 ou 11. O jogo é jogado com o baraja espanhol. Esta história curta foi escrita entre 1601 e 1602, implicando que o "ventiuna" foi jogado em Castile desde o começo do 17o século ou mais cedo. Referências posteriores a este jogo são encontradas na França e na Espanha. Quando vinte e um foram introduzidos nos Estados Unidos, as casas de apostas ofereciam pagamentos de bônus para estimular o interesse dos jogadores. Um desses bônus era um pagamento de dez para um se a mão do jogador consistisse do ás de espadas e de um valete preto (ou o valete de paus ou o valete de espadas). Essa mão foi chamada de "blackjack", e o nome ficou preso ao jogo, embora o bônus de dez para um tenha sido retirado em breve. No jogo moderno, um blackjack refere-se a qualquer mão de um Ás mais dez ou carta de face, independentemente de naipes ou cores. A primeira tentativa científica e matematicamente sólida de desenvolver uma ótima estratégia de blackjack foi revelada em setembro de 1956. Roger Baldwin, Wilbert Cantey, Herbert Maisel e James McDermott publicaram um artigo intitulado The Optimum Strategy in Blackjack no Journal of American Statistical Association. Este documento se tornaria a base de todos os futuros esforços para vencer o jogo de blackjack. Ed Thorp usaria os cálculos da mão de Baldwin para verificar a estratégia básica e depois publicar (em 1963) seu famoso livro Beat the Dealer.

## Rodada
Um círculo do blackjack começa com cada jogador que coloca uma aposta no círculo ou na frente dele. Então o dealer dará a cada jogador e a ele mesmo duas cartas. As cartas do jogador são geralmente de face para cima. Uma carta do dealer é de face para cima (ascendente) e a outra de cara para baixo (a carta do furo). Se o dealer tiver um dez ou um Ás na carta ascendente é possível ele ter um blackjack. Nesse caso todas as mãos dos jogadores perderão exceto contra outro blackjack. Nos Estados Unidos o dealer verificará para ver se há o blackjack imediatamente se um for possível e irá recolher todas as apostas perdendo imediatamente se tiver um blackjack.

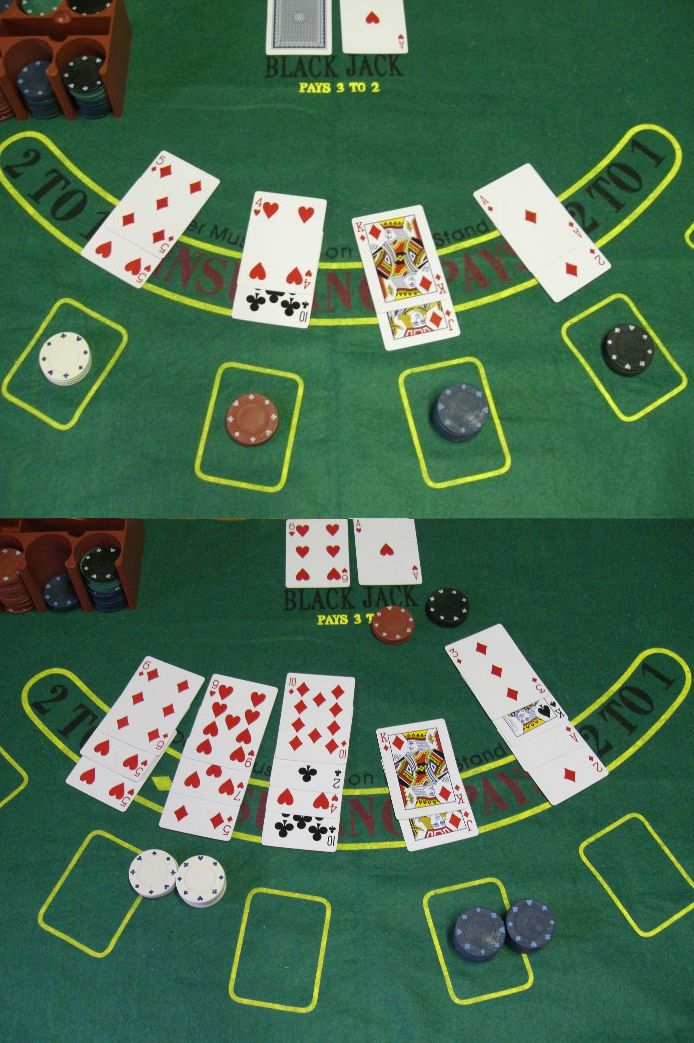
Exemplo de situação de jogo

No caso de o dealer ter um Ás no cartão ascendente ele permitirá que os jogadores segurem as suas mãos contra um blackjack. A aposta do seguro no blackjack paga 2:1 se o negociante tiver um blackjack. Depois que todos os jogadores tiveram uma possibilidade para aceitar ou recusar o seguro o dealer verificará o cartão do furo.
Depois que se estabeleceu que o dealer não tem um blackjack o jogador por sua vez pode jogar suas mãos.
Depois que todos os jogadores jogaram suas mãos, da esquerda do dealer à direita, o dealer jogará sua mão. O dealer não tem nenhuma vontade livre mas deve sempre jogar por determinadas regras da casa. Geralmente a regra é que o dealer deve bater até que alcance uma contagem de 17 ou mais. Alguns casinos estipulam que se o dealer tiver 17 macios, consistindo num Ás e todo o número de cartas que totalizam 6, deve também bater. Se o dealer rebentar, todos os jogadores que não rebentaram automaticamente ganham.

## Jogadas
- Stand (parar): Se o jogador está satisfeito com sua mão e não quer pedir mais cartas.

- Hit ("acertar" o jogador com mais cartas): Se o jogador desejar mais uma carta.

- Dobrar: Se o jogador sentir que necessita de uma e somente uma carta adicional, então pode dobrar sua aposta e receber mais uma carta, boa ou ruim. Esta opção é oferecida somente nas duas primeiras cartas, e às vezes nas duas primeiras cartas após dividir (split).

- Split (dividir): Se as primeiras duas cartas do jogador forem de mesmo valor em pontos, ele pode dividi-las em duas mãos. Neste evento cada carta é a primeira carta de uma mão nova. O jogador deve também fazer uma outra aposta do valor igual à primeira para a segunda mão. O jogador pode geralmente dividir até duas ou três vezes consecutivas se aparecer a oportunidade. Dobrar após dividir pode ser permitido, mas nem sempre é o caso.

- Surrender (rendição): Finalmente, alguns cassinos oferecem ao jogador a opção de rendição nas primeiras duas cartas. Se o jogador não gostar das suas cartas pode perder metade da aposta assim como suas cartas. Esta opção geralmente é oferecida somente depois que o negociante verifica para ver se há o blackjack, conhecido como "a rendição atrasada."

## Pontuação das cartas
| Cartas | Nome / Valor                                                              |
| ------ | ------------------------------------------------------------------------- |
|        | Ás 1 ou 11 pontos se estiver na mesma mão um Valete, uma Rainha ou um Rei |
|        | 10, Valete, Rainha e Rei 10 pontos                                        |
|        | De 2 a 10 O valor indicado na carta (por exemplo: o 2 vale 2 pontos)      |

## Estratégia básica de blackjack
Dominar a estratégia básica é essencial para alcançar o sucesso no blackjack. Isso implica fazer as melhores escolhas possíveis para cada combinação de mãos concebível, levando em consideração a sua mão e a carta virada para cima do dealer. Seguir esta estratégia pode reduzir a vantagem do cassino e permitir que você tome decisões estatisticamente favoráveis de forma consistente. Um gráfico de estratégia básica serve como auxílio visual para essas escolhas, fornecendo orientações sobre quando solicitar outra carta, permanecer com a sua mão atual, dobrar a sua aposta, dividir pares ou desistir. A aquisição e implementação firme da estratégia básica são fundamentais para aumentar as suas chances de sair vitorioso no jogo. Utilize um guia de referência rápida de blackjack ou uma chamada folha de truques de blackjack que descreve as melhores escolhas em todas as circunstâncias possíveis.

## Os equívocos mais frequentes ao jogar Blackjack
- Erro: Separar um par de 8s quando o dealer tem um 10

Como regra geral, o par de 8s deve sempre ser dividido, independentemente da mão do dealer. Um erro comum é o jogador hesitar diante da mão forte do dealer com um 10 e decidir parar ou pedir outra carta. A ação correta com um par de 8s é sempre dividir. Ao enfrentar um 10, há mais chances de ganhar com duas possibilidades de 8s do que parar com 16 pontos ou pedir outra carta.
- Erro: Dobrar com 10 ou 11 pontos quando o dealer tem um Ás

Mãos com 10 ou 11 pontos são ideais para dobrar, já que as chances de obter 20 pontos ou um Blackjack são altas. No entanto, quando o dealer tem um Ás, a estratégia correta é não dobrar e apenas pedir mais cartas, pois o dealer pode conseguir um Blackjack ou uma mão alta.
- Erro: Parar de pedir cartas com 16 pontos quando o dealer tem um 10

Uma pontuação total de 16 pontos só é favorável quando a primeira carta do dealer é baixa. Quando o dealer tem um 10, a probabilidade de ele obter 17, 18, 19, 20 ou um Blackjack é alta. Portanto, sempre que você tiver um total de 16 e a carta do dealer for um 10, peça mais cartas até atingir no mínimo 17 pontos.
- Erro: Não dividir um par de 6s quando o dealer tem um 2

Sempre que o dealer tem uma carta muito baixa, como 2, 3 ou 4, e o jogador tem um par de 6s, é vantajoso dividir o par de 6s para criar duas mãos. Uma pontuação de 2 é a pior para o dealer, aumentando as chances de ele estourar. Portanto, há uma boa chance de o jogador ganhar ambas as mãos ao dividir o par de 6s.
- Erro: Parar com 12, 13, 14, 15 ou 16 quando o dealer tem um 7 ou mais

Em geral, sempre que o dealer tiver 7 pontos ou mais, o jogador só deve parar quando alcançar no mínimo 17 pontos. O dealer sempre para ao atingir 17 pontos ou mais, e, ao mostrar um 7, as chances de o dealer alcançar 17 pontos na próxima carta são consideráveis.
- Erro: Dividir um par de 9s quando o dealer tem um 7

O par de 9s, por ser um par alto, pode levar os jogadores a tentarem sempre obter duas mãos fortes. É um erro dividir um par de 9s quando o dealer tem um 7 virado; a opção correta é parar. A lógica aqui é que, com um 7, a probabilidade de o dealer obter 17 pontos na primeira carta é alta, garantindo a vitória do jogador com 18 pontos no par de 9s.
- Erro: Dividir um par de 10

Outro erro bastante comum é dividir pares que totalizam 10 pontos. Independentemente da mão do dealer, os pares de 10 totalizam 20 pontos, sendo a segunda mão mais forte do jogo. Portanto, a vitória com esse par é praticamente garantida, e o jogador perde a longo prazo ao fazer a divisão.

## Blackjack Online
O Blackjack é, de longe, o jogo de mesa de cassino mais popular no mundo, com mais jogadores que craps, roleta e bacará combinados. Não é por isso nenhuma surpresa que assim que no virar do século o jogo online começou a ser legalizado em alguns países, o blackjack se tornou imediatamente no mais jogado online também.
É mais comum ser jogado em tablet e no celular (mobile) sem compromisso na jogabilidade versus computador visto a simplicidade do jogo.
No Brasil ainda está por chegar a autorização legal para jogos e casas de cassino ou apostas. Estimava-se que 2019 poderia ser o ano do fim da proibição dos jogos de azar no Brasil. No entanto, atualmente várias casas de cassino online possuem versões em português possibilitando uma grande utilização dos brasileiros (mais de 9.5 milhões de utilizadores).